# لويغي دي باسكوالي
لويغي دي باسكوالي (بالإيطالية: Luigi Di Pasquale)‏ (12 يونيو 1919 في إيطاليا - ) هو لاعب كرة قدم إيطالي في مركز الوسط. لعب مع نادي أودينيزي ونادي بادوفا ونادي تشيزينا ونادي روما.

## وصلات خارجية
- لويغي دي باسكوالي على موقع عالم كرة القدم.نت (الإنجليزية)